# Dirk Sadowicz
Dirk Sadowicz (* 25. Februar 1965) ist ein ehemaliger deutscher Fußballspieler und heutiger Trainer.

## Werdegang
Sadowicz spielte mit dem VfL Bochum in der Fußball-Bundesliga. In der Saison 1988/89 kam er seinem Debüt unter Trainer Franz-Josef Tenhagen, als er bei der 2:4-Heimniederlage, am 29. Spieltag gegen Bayer 04 Leverkusen auflief. In der Folgesaison kam er zu einem weiteren Einsatz in der Bundesliga. Im Spiel gegen den 1. FC Kaiserslautern, es war der 25. Spieltag, wurde er, nachdem sein Team bereits aufgrund zweier roter Karten nur noch zu neunt spielte, für Uwe Wegmann eingewechselt. Es war die 83. Spielminute und es stand 1:1, er sollte die Defensive verstärken. Zwei Minuten später erzielte Stefan Kuntz das Siegtor für die roten Teufel, so dass auch das zweite und letzte Bundesligaspiel für Sadowicz verloren ging. Später spielte er noch für STV Horst-Emscher, SC Hassel und den SV Sodingen.
Nach seiner Spielerlaufbahn übernahm er im Amateurbereich das Amt an der Seitenlinie. Er war Trainer für den BV Herne-Süd, FC Leusberg und dem SV Recklinghausen 95/08.